# Igor Morozov
Igor Morozov (Tallinn, 27 mei 1989) is een Estische voetballer die uitkomt voor het Hongaarse Debreceni VSC.

## Interlandcarrière
Morozov maakte zijn debuut voor Estland op 31 mei 2008 in de wedstrijd tegen Litouwen.